# Watertown (Tennessee)
Pour les articles homonymes, voir Watertown.
Watertown est une municipalité américaine située dans le comté de Wilson au Tennessee.
Selon le recensement de 2010, Watertown compte 1 477 habitants. La municipalité s'étend sur 1,31 milles carrés (3,39 km2).
La localité est d'abord appelée Three Forks, car située à la confluence de trois bras de la Round Lick Creek. Elle est renommée Watertown lors de l'arrivée de la poste, en référence à ses ruisseaux et à son premier receveur des postes Wilson L. Waters. Watertown devient une municipalité en 1905.